# Sylviocarcinus
Sylviocarcinus is een geslacht van kreeftachtigen uit de klasse van de Malacostraca (hogere kreeftachtigen).

## Soorten
- Sylviocarcinus australis Magalhães & Türkay, 1996
- Sylviocarcinus devillei H. Milne Edwards, 1853
- Sylviocarcinus maldonadoensis (Pretzmann, 1978)
- Sylviocarcinus pictus (H. Milne Edwards, 1853)
- Sylviocarcinus piriformis (Pretzmann, 1968)